# Funchalia woodwardi
Funchalia woodwardi är en kräftdjursart som beskrevs av J. Y. Johnson 1868. Funchalia woodwardi ingår i släktet Funchalia och familjen Penaeidae. Inga underarter finns listade i Catalogue of Life.